# Laxante

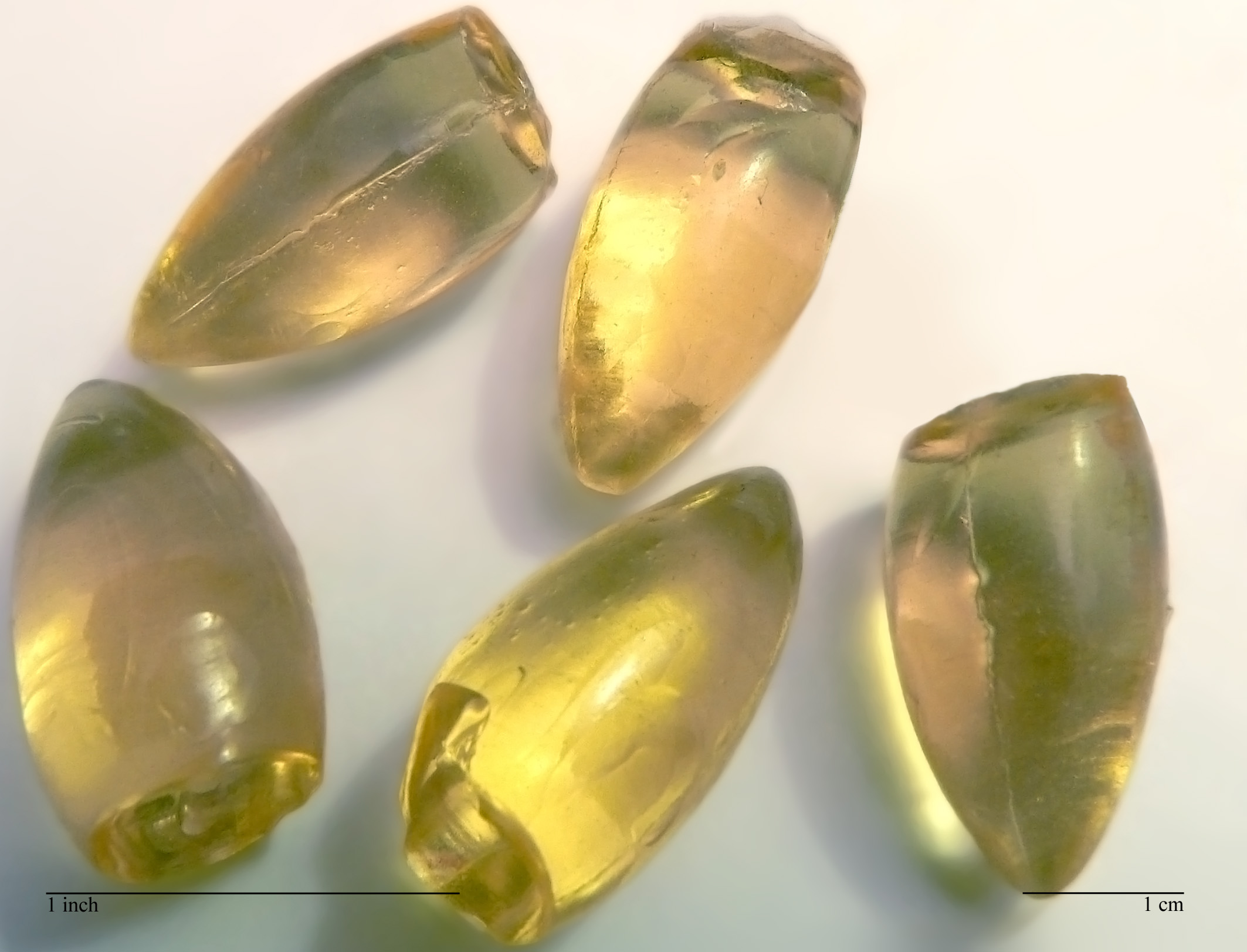
Supositorios de glicerina empleados como laxantes.

Un laxante (llamado también ocasionalmente purgante) es una preparación usada para provocar la defecación o la eliminación de heces. Los laxantes son mayormente consumidos para tratar el estreñimiento. Ciertos laxantes estimulantes, lubricantes, y salinos se usan para evacuar el colon para examinaciones rectales e intestinales. Son a veces suplementados por enemas.
El abuso de los laxantes puede originar graves problemas en el caso de una dosis muy elevada; que puede ocasionar diarrea, parálisis intestinal, síndrome de intestino irritable (SII), melanosis colónica, pancreatitis, hemorroides, entre otros. Es por ese motivo que deben emplearse solo en casos muy concretos, procurando tratar el estreñimiento con otras medidas más naturales (como por ejemplo consumiendo mayor cantidad de fibra y líquidos).
Existen muchos tipos de laxantes, los cuales están listados más abajo. Un tipo no listado es un laxante de combinación, lo cual simplemente quiere decir que el laxante trae más de un ingrediente, dando una combinación de efectos. Los laxantes pueden administrarse vía oral o en forma de supositorios.

## Agentes para engrosar el volumen del bolo alimenticio
- Sitio de acción: intestino delgado y grueso.
- Tiempo de acción: 12-72 horas en las cuales tendrá diarrea acuosa.

También conocidos como formadores de bultos o cotiledones, estos se consumen además con una dieta basada en fibra. Los agentes productores de bultos tapan el intestino y, por lo tanto, el cuerpo retiene agua, y forma también un gel emoliente, haciendo fácil la acción peristáltica (que mueve la comida en los intestinos).

## Suavizantes de heces/surfactantes
- Sitio de acción: intestino delgado y grueso.
- Tiempo de acción: 12-72 horas.

Esto causa que el agua y la grasa salgan del cuerpo rápidamente. Muchos de estos producen tolerancia y dejan de ser útiles con el uso prolongado.

## Lubricantes/emolientes
- Sitio de acción: colon.
- Tiempo de acción: 6-8 horas.

Estos simplemente hacen que las deposiciones sean más líquidas y, por lo tanto, se deslizan por el intestino fácilmente. Un ejemplo es el aceite mineral, el cual retarda la absorción de agua del colon, suavizando las deposiciones. También existe el picosulfato de sodio que hace el mismo efecto.
Nota: El aceite mineral puede bajar los niveles de absorción de vitaminas solubles en grasa (liposolubles) (A, D, E y K).

## Agentes hidratantes (osmóticos)
Esto provoca que los intestinos concentren más agua, suavizando la deposición. Hay de dos tipos: salinos e hiperosmóticos. Ejemplos: leche de magnesia y sal Epsom.

### Salinos
- Sitio de acción: intestino delgado y grueso.
- Tiempo de acción: 0,5-3 horas.

Los laxantes salinos retienen agua en el lumen intestinal incrementando la presión, y esto suaviza las deposiciones. Esto también causa la liberación de CCK, que estimula la digestión de grasa y proteínas. Los laxantes salinos pueden alterar los fluidos del paciente, así como su balance electrolítico.
Ejemplos: Sales de sulfato (consideradas las más potentes) o sales de fosfato (fosfato monosódico y disódico).

### Agentes hiperosmóticos
- Sitio de acción: colon.
- Tiempo de acción: 0,5-9 horas.

Los laxantes hiperosmóticos incluyen supositorios de glicerol y lactulosa. La lactulosa trabaja con efectos osmóticos y retiene agua en el colon, bajando el pH, y también se usa en casos de encefalopatía hepática. Los supositorios de glicerol trabajan mayormente con acción hiperosmótica, pero el estearato de sodio, que también se encuentra en la preparación, causa irritación local del colon.

## Estimulantes/irritantes
- Sitio de acción: colon.

Esto estimula la acción peristáltica, y puede ser peligroso bajo ciertas circunstancias. Los laxantes estimulantes actúan en la mucosa intestinal o en el plexo nervioso. Este tipo de laxantes son más peligrosos que otros laxantes, y deben utilizarse solo en condiciones extremas.
Nota. El aceite de ricino puede ser preferible cuando se requiere una evacuación más completa.